# Ріроріро золотоволий
Ріроріро золотоволий (Gerygone sulphurea) — вид горобцеподібних птахів родини шиподзьобових (Acanthizidae). Мешкає в Індонезії, Малайзії, Східному Тиморі, Брунеї, Сингапурі, Таїланді, на півдні В'єтнаму та на Філіппінах. Живе в тропічних і субтропічних вологих рівнинних і гірських лісах, в мангрових лісах, в парках і садах. Це єдиний представник роду Ріроріро, якому вдалося перетнути лінію Воллеса.

## Підвиди
Виділяють п'ять підвидів:
- G. s. sulphurea Wallace, 1864 (Малайський півострів, південь В'єтнаму, Зондські острови);
- G. s. muscicapa Oberholser, 1912 (Енгано);
- G. s. simplex Cabanis, 1872 (захід, північ і центр Філіппін);
- G. s. rhizophorae Mearns, 1905 (південь Філіппін);
- G. s. flaveola Cabanis, 1873 (острів Сулавесі, острови Селаяр[en], Банґґай[en] і Пеленг).